# Orsodacne atra
Orsodacne atra är en skalbaggsart som först beskrevs av Ahrens 1810.  Orsodacne atra ingår i släktet Orsodacne och familjen Orsodacnidae. Inga underarter finns listade i Catalogue of Life.